# Cidarinae
Sous-famille
Les Cidarinae sont une sous-famille d'oursins de l'ordre des Cidaroida et de la famille des Cidaridae.

## Systématique
Cette sous-famille a été parfois attribuée à Theodor Mortensen, 1928. Toutefois le WoRMS considère ce taxon désormais comme invalide.

## Caractéristiques
Ce sont des oursins réguliers : le test (coquille) est plus ou moins sphérique, protégé par des radioles (piquants), l'ensemble suivant une symétrie pentaradiaire (centrale d'ordre 5) reliant la bouche (péristome) située au centre de la face orale (inférieure) à l'anus (périprocte) situé à l'apex aboral (pôle supérieur).
Cette sous-famille se distingue par ses ambulacres pourvus d'un unique tubercule primaire de grande taille, perforé et généralement non crénulé. Ces espèces ne comportent pas de sillons interradiaux nus, et les tubercules scrobiculaires sont différenciés des granules extrascrobiculaires.

## Taxinomie
Selon World Register of Marine Species (27 novembre 2020) :
- † genre Almucidaris Blake & Zinsmeister, 1991
- genre Calocidaris H.L. Clark, 1907
- genre Centrocidaris A. Agassiz, 1904
- genre Chondrocidaris A. Agassiz, 1863
- genre Chorocidaris Ikeda, 1941
- genre Cidaris Leske, 1778
- genre Compsocidaris Ikeda, 1939
- † genre Cyathocidaris Lambert, 1910
- genre Eucidaris Pomel, 1883
- genre Hesperocidaris Mortensen, 1928
- genre Kionocidaris Mortensen, 1932
- genre Lissocidaris Mortensen, 1939
- genre Tretocidaris Mortensen, 1903
- † genre Triassicidaris Smith, 1994

## Galerie

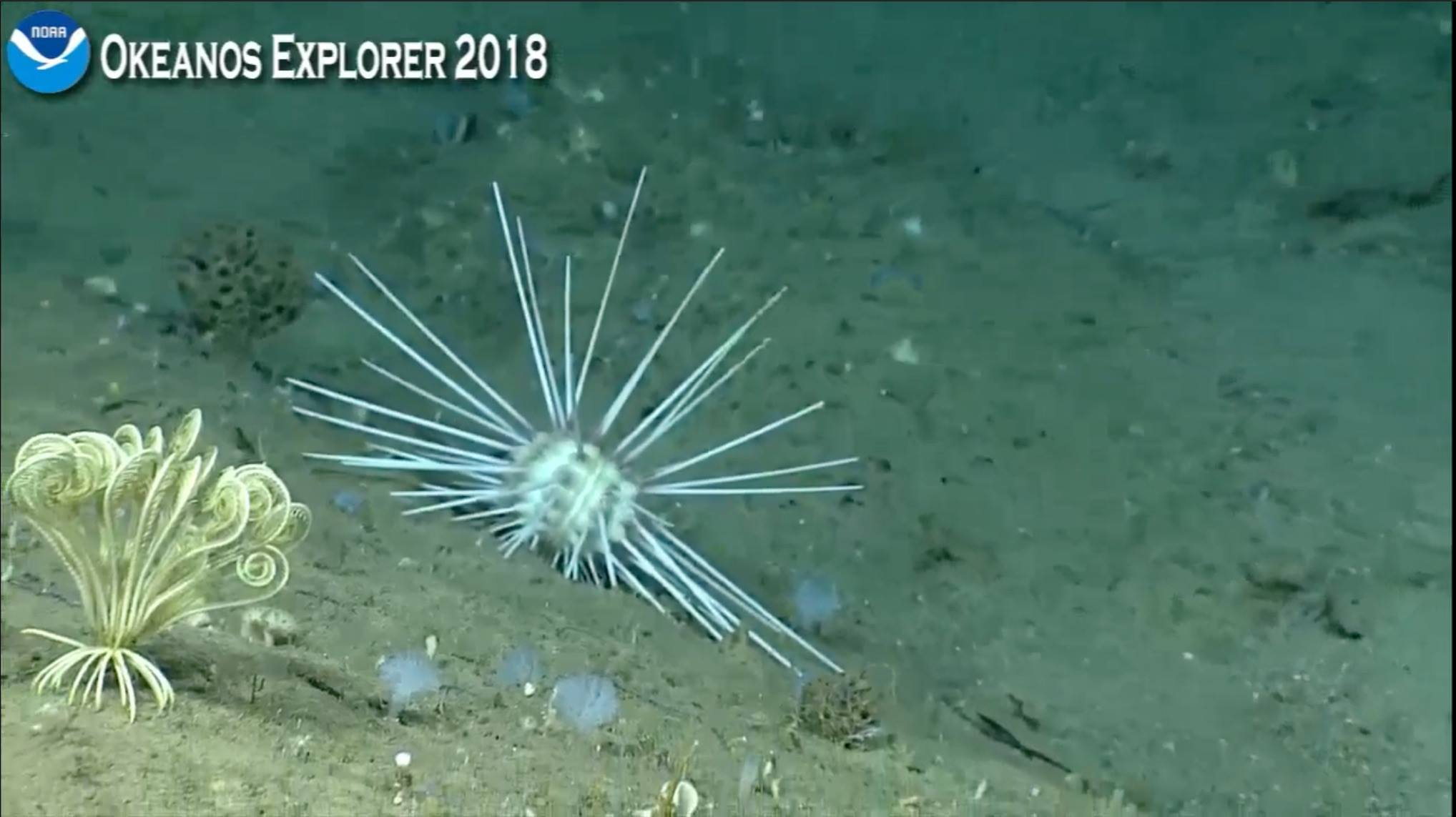
Calocidaris micans.
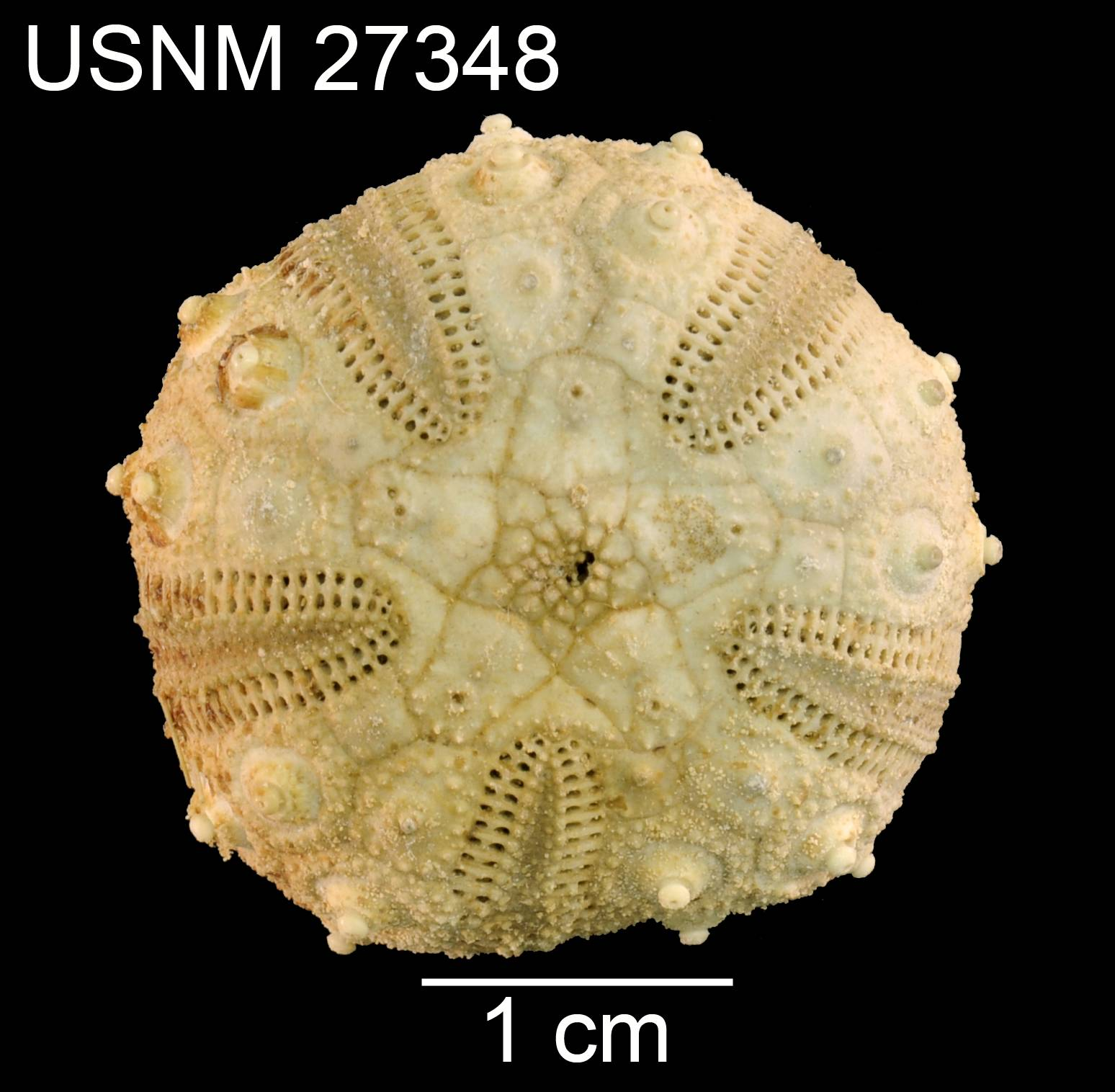
Centrocidaris doederleini.
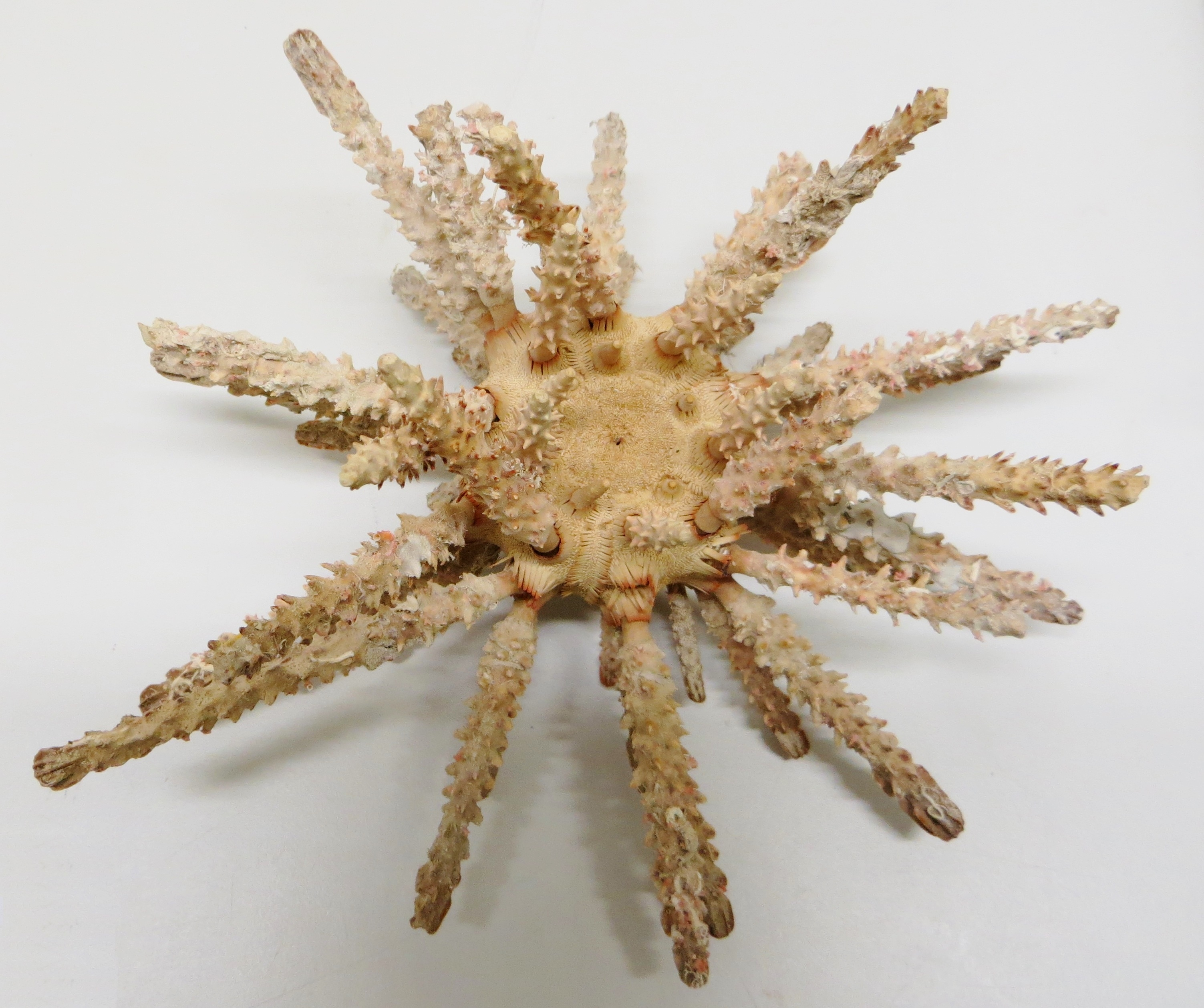
Chondrocidaris gigantea.
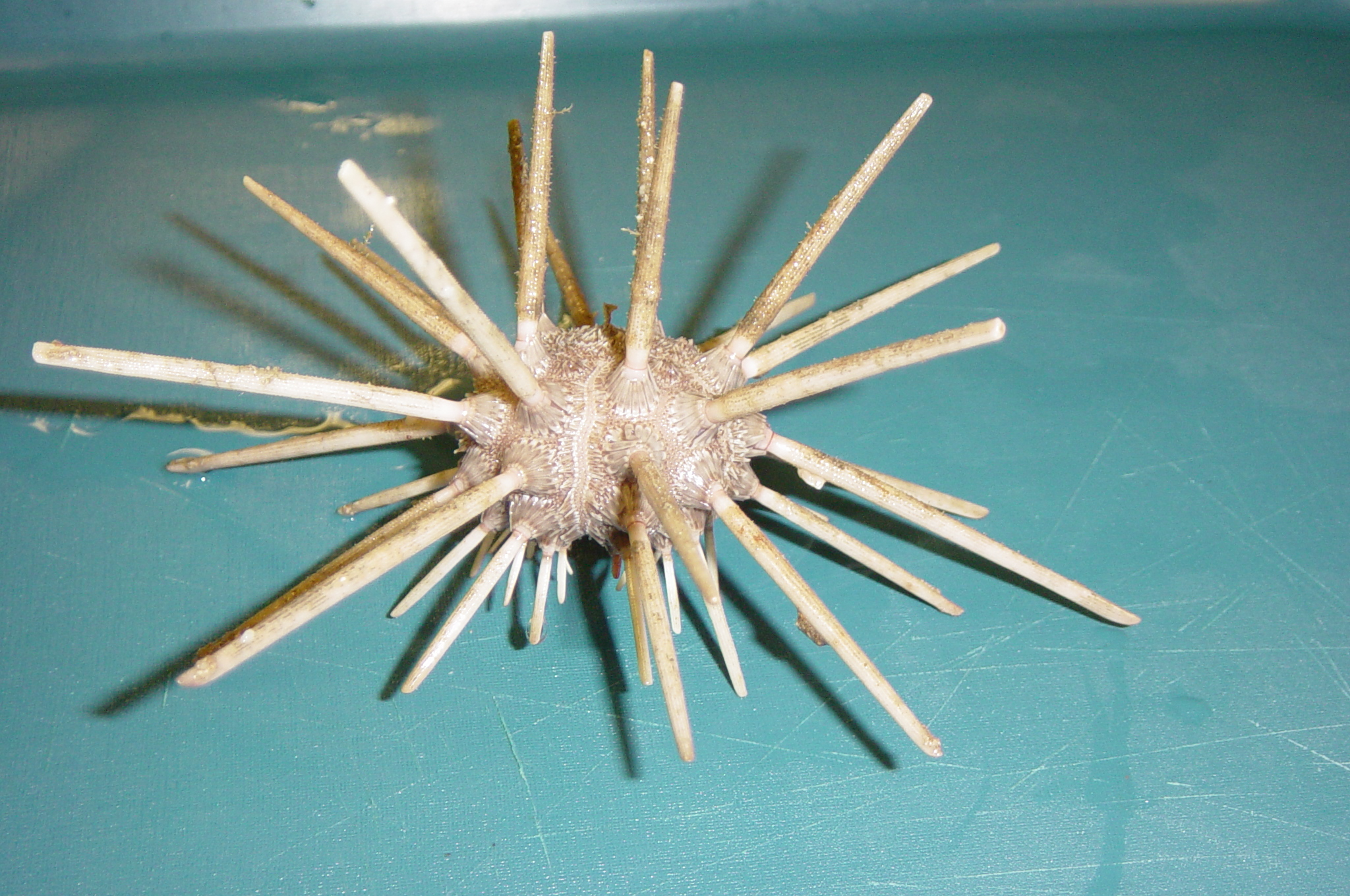
Cidaris cidaris.
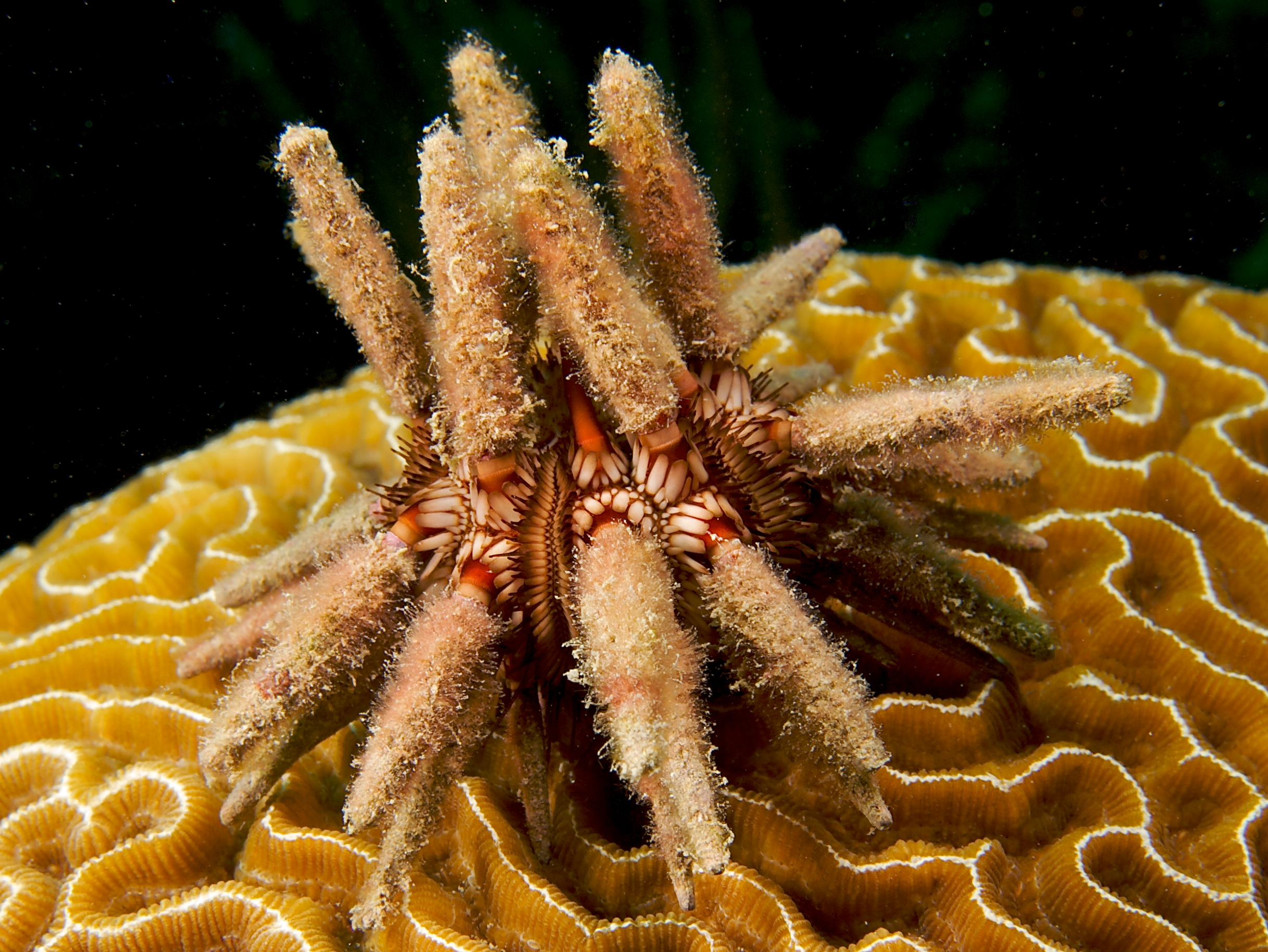
Eucidaris tribuloides (« Oursin-lance antillais »).
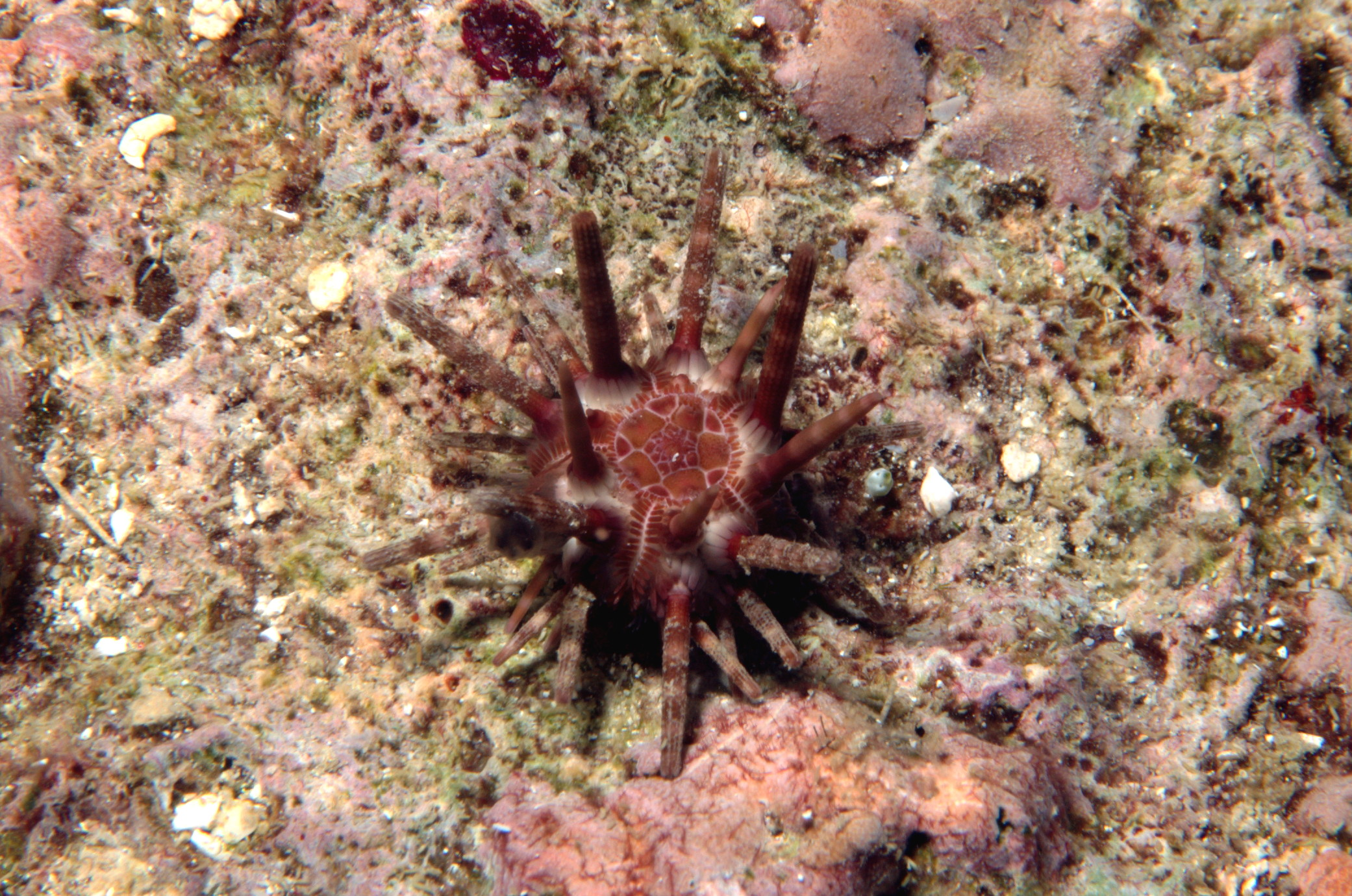
Eucidaris metularia.
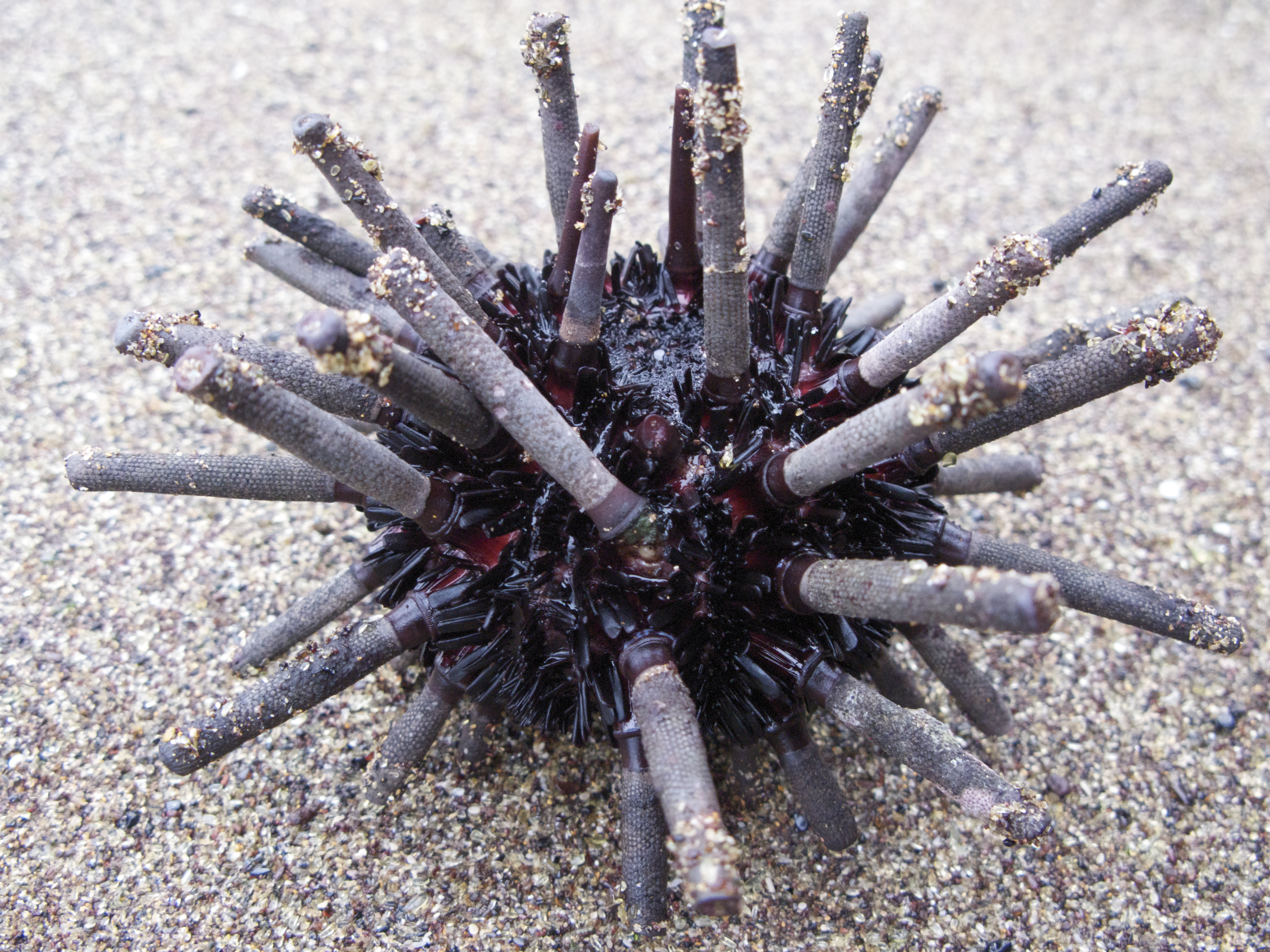
Eucidaris galapagensis.
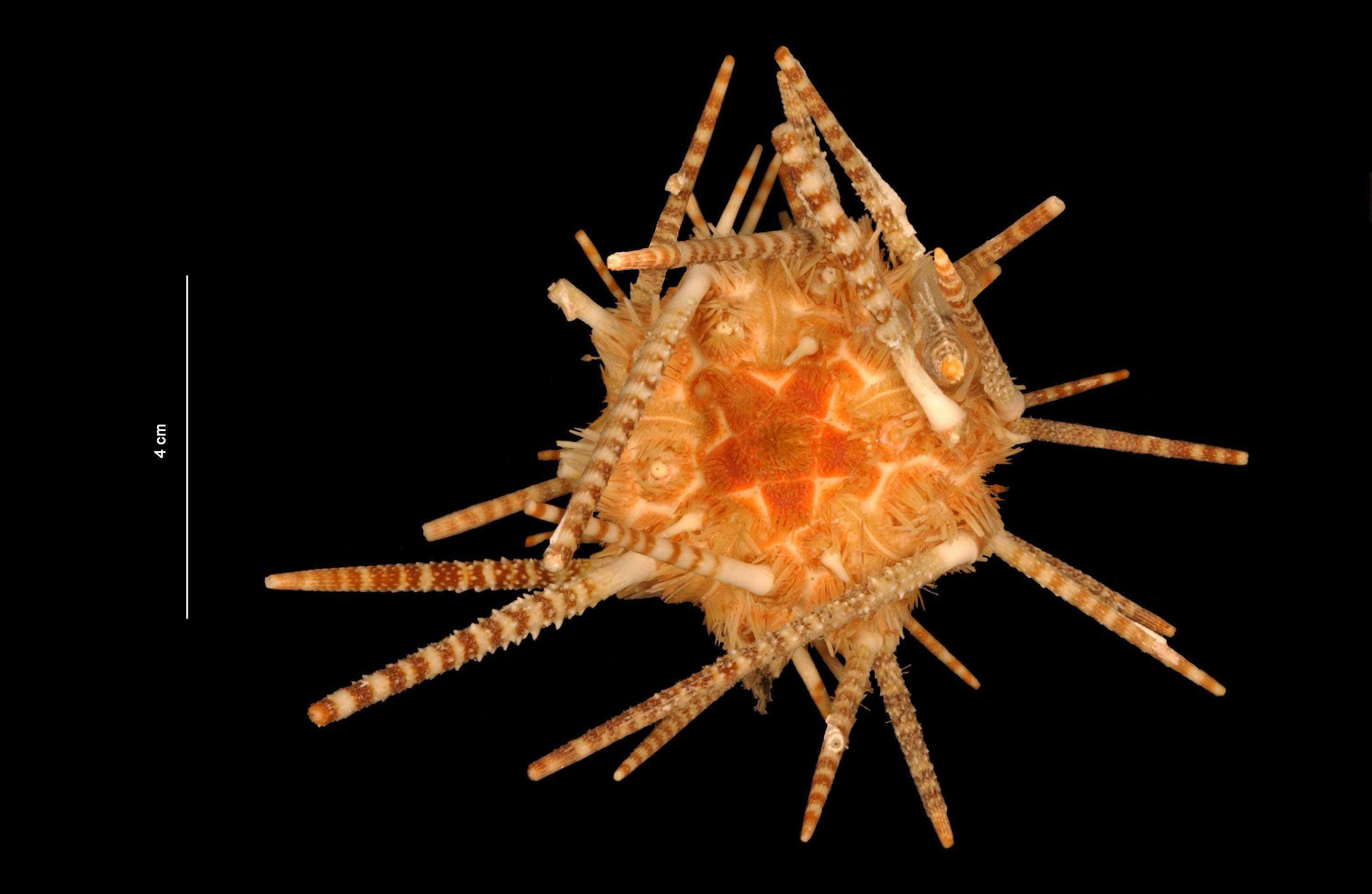
Tretocidaris bartletti.
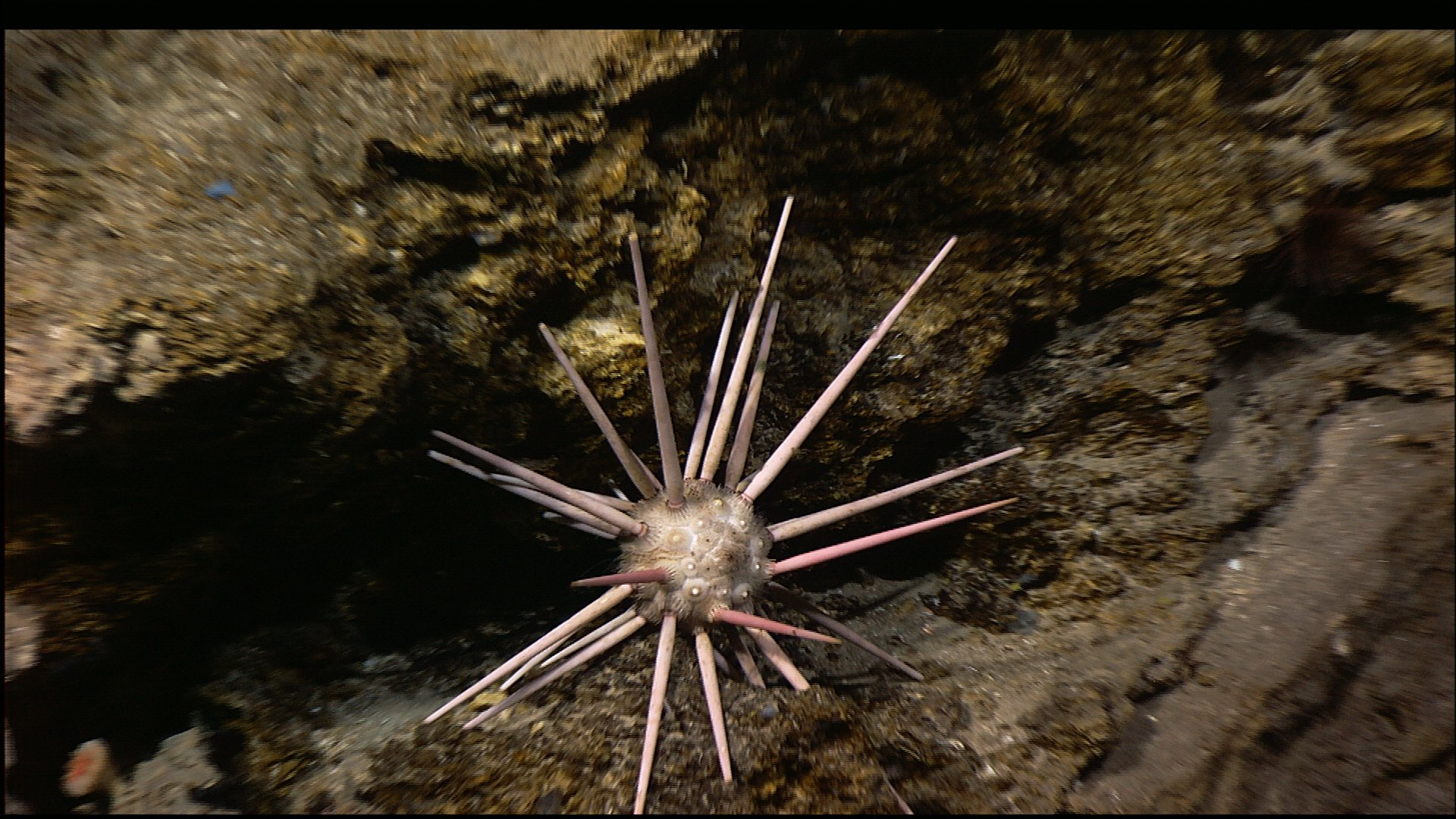
Un Cidaridae de grands fonds non identifié (photographié par la Lost City 2005 Expedition).